# یواس‌اس وایومینگ (اس‌اس‌بی‌ان-۷۴۲)
یواس‌اس وایومینگ (اس‌اس‌بی‌ان-۷۴۲) (به انگلیسی: USS Wyoming (SSBN-742)) یک زیردریایی است که طول آن ۵۶۰ فوت (۱۷۰ متر) می‌باشد. این زیردریایی در سال ۱۹۹۵ ساخته شد.